# 서울문화재단

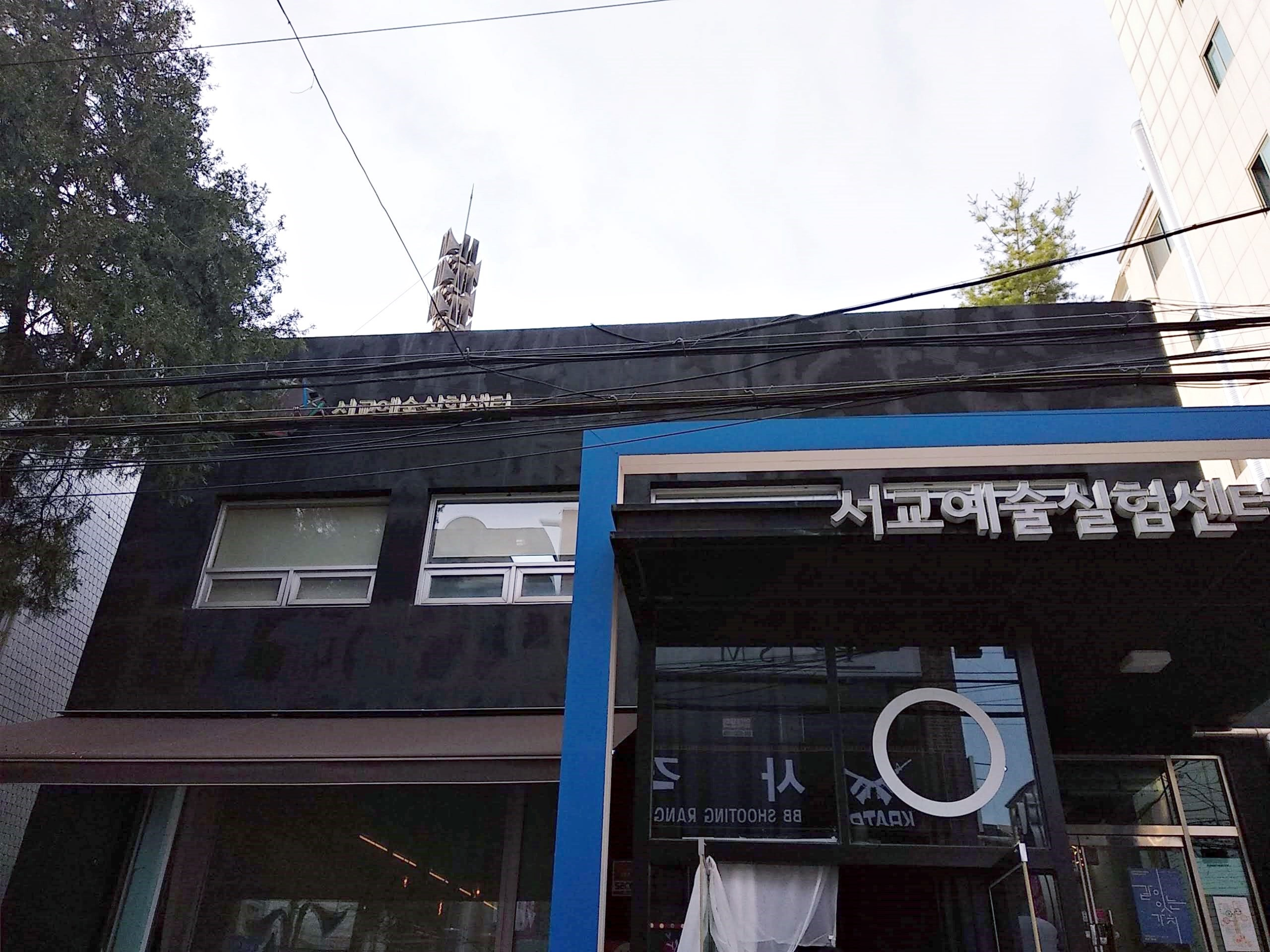
창작공간 '서교예술실험센터'

서울문화재단(영어: Seoul Foundation for Arts and Culture)은 2004년 서울특별시가 문화예술을 통해 삶의 질을 높이고, 서울의 도시 경쟁력을 키우기 위해 출연 설립한 재단법인이다. 서울시민의 문화 향유를 위해 다양한 예술 창작지원, 문화·축제, 예술교육 및 지역과 소통하는 창작공간 운영 등 다양한 사업을 기획 운영하고 있다.

## 주요 사업
① 예술지원 : 서울문화재단 예술지원사업은 예술가의 창작 활동을 지원하고 시민의 자발적인 문화 활동 참여를 독려해 생활 속의 예술활동을 실현한다. 예술 장르별 창작을 지원하는 예술창작지원, 서적발간지원, 예술축제지원 등이 포함된 정기공모지원과 신진 예술가를 찾는 유망예술지원, 창작공간 입주작가지원 등 크게 세가지가 있다.
② 예술교육 : 서울문화재단 예술교육사업은 서울시민 모두가 미적체험 예술교육을 통해 삶의 가치를 재발견하고 행복한 삶을 누릴 수 있도록 하는 것을 목표로 한다. 어린이, 청소년을 대상으로 하는 <서울창의예술학교>와 일반 시민을 대상으로 하는 <서울시민예술대학>, 창조적 예술교육가를 양성하는 <서울창의예술교육 아카데미>를 운영 중이다.
③ 시민문화 :　일상 곳곳에서 미술작품을 관람하고 구매할 수 있는 <아트캠페인 바람난 미술>, 서울 거리를 캔버스 삼아 예술작품을 설치하는 <도시게릴라 프로젝트>, 서울시민의 기억을 모아 서울의 역사를 새롭게 써나가는 <메모리인서울 프로젝트>, 도심에서 펼치는 거리예술축제 <하이서울페스티벌>, 춤을 통해 일상에 해방감과 즐거움을 주는 <서울댄스프로젝트> 등 다양한 사업이 진행 중이다.
④ 창작공간 : 유휴시설을 재활용하여 창작과 향유를 동시에 추구하는 서울시 창작공간은 도심 재생 프로젝트의 일환으로 시작된 새로운 개념의 문화공간이다. 서울연극센터, 서서울예술교육센터, 금천예술공장, 신당창작아케이드, 연희문학창작촌, 문래예술공장, 서울무용센터, 잠실창작스튜디오, 서교예술실험센터, 성북예술창작센터, 관악어린이창작놀이터 등 총 11개 창작공간을 운영하고 있다.

## 조직
1위원회, 2실, 4본부, 1극장, 14팀
- 경영기획본부
- 문화사업본부
- 예술지원본부
- 창작공간본부